# 慶應義塾大学テニスサークル飲酒死亡事故
慶應義塾大学テニスサークル飲酒死亡事故（けいおうぎじゅくだいがくテニスサークルいんしゅしぼうじこ）は、大学のサークルで起きた飲酒死亡事故。

## 概要

### 飲酒死亡事故の経緯
2012年6月27日に慶應義塾大学のテニスサークルでは懇親会が行われ、この懇親会では一気飲みという形での多量の飲酒が行われて、これが原因で翌6月28日に男子学生が死亡した。この男子学生は急性アルコール中毒で死亡していた。この懇親会には未成年も参加しており、このサークルではこのような形での飲酒が常態化していた。
2012年10月18日に慶應義塾大学は、公式サイトでこの飲酒死亡事故についての発表をした。これによると公認学生団体での懇親会での出来事であったとのこと。それから大学としての調査を行い、この団体に対する処分を検討した結果、2012年10月9日に塾長の名で解散を命じるということになった。

### 飲酒死亡事故から
この飲酒死亡事故が発生してから慶應義塾大学では再発防止への取り組みを強めると共に、不適切な行為に対しては一層厳重に対処することとなった。慶應義塾大学ではこの飲酒事故が起きたことを発端として、学内の全ての公認団体に対して飲酒事故対策資料という書類の提出を求めることとなった。この書類では学生団体の飲酒に関する知識というのはどの程度のものかを調査して、学生団体にはしっかりとした意識を持ってもらうということを目的とする。記入しなければならない項目があり、未成年者には飲酒させないこと、飲酒の強要を断れない習慣にしない、飲酒事故が起きたときの危機管理体制についての3つについてどのような対策を講じているかを記入することとなっている。そしてこの書類には顧問教員の印をもらい提出することとなっている。
2013年1月には、この飲酒死亡事故が起きたことからも、きゃりーぱみゅぱみゅの『ふりそでーしょん』という曲のプロモーションビデオに設けられていた一気飲みをする場面を削除することが、ワーナーミュージック・ジャパンに対して複数の団体から求められていた。このプロモーションビデオがカラオケで流れれば、それを見た人への一気飲みを助長することを懸念していた。これに対してきゃりーぱみゅぱみゅ本人は一気飲みは演出で酔った世界観を演出するもので、削除を求められたことを悲しんだ。ワーナーミュージック・ジャパンは、一気飲みをする場面を削除しなかったが、ホームページやYouTubeの動画ページに一気飲みはしないことと飲酒は20歳になってからするようにというメッセージを掲載した。このプロモーションビデオには一気飲みを助長する意図は無いとした。